# 정원 (야구 선수)
정원(1982년 6월 1일 ~ )은  KBO 리그 전 KIA 타이거즈의 투수이다.
화정초, 충장중, 광주일고를 졸업하고 1차 지명을 받아 해태 타이거즈에 입단하였으며,
고교시절부터 총망받는 선수로써 큰 활약을 기대하였으나, 팔꿈치,어깨,허리 등 크고 작은 부상을 입으면서 여러차례 수술을 받게되었다.
2006년에는 KIA 타이거즈의 셋업맨으로서 38 1/3이닝 동안 평균자책 1.88의 수준급 피칭을 선보였으나 2007년에는 평균자책점 5.92로 크게 부진했다.
2008년의 부상으로 1군에 올라오지 못하고, 2009년 1월 5일 부상 치료를 목적으로 KIA 타이거즈에서 임의탈퇴되었다.